# Liolaemus magellanicus
Espèce
Synonymes
- Liolaemus proximus Werner, 1904
- Saccodeira arenaria Werner, 1910

Statut de conservation UICN

 LC  : Préoccupation mineure
Liolaemus magellanicus est une espèce de sauriens de la famille des Liolaemidae.

## Répartition
Cette espèce se rencontre en Argentine et au Chili.

## Description
C'est un saurien vivipare.

## Étymologie
Cette espèce est nommée en l'honneur du détroit de Magellan.

## Publication originale
- Hombron & Jacquinot, 1847 in Dumont-D’Urville, 1847 : Voyage au pole sud et dans l'Océanie sur les corvettes l'Astrolabe et la Zélée, Reptiles pl. 2.